# Diego de Gardoqui
Diego María de Gardoquí y Arriquibar (Bilbao, 12 de noviembre de 1735 - Turín, 12 de noviembre de 1798) fue un comerciante, político, diplomático y financiero español, primer Embajador de España en los Estados Unidos (1784-89), Secretario del Consejo de Estado de S.M. don Carlos IV y Superintendente General interino de la Real Hacienda, por enfermedad de Don Pedro López de Lerena, conde de Lerena (1791), y titular a la muerte de éste (1792-96), y caballero gran cruz de la Orden de Carlos III.

## Biografía

### Orígenes y Juventud
Miembro de una ilustre familia de regidores vascos, entre ellos Martín de Gardoquí y Juan Gardoquí, también antepasados comunes del gobernador Luis de Unzaga y Amézaga, cuyo abuelo fue el regidor bilbaíno Thomás de Unzaga Gardoquí; esta saga familiar estaba dedicada por muchas generaciones a los negocios, especialmente al comercio y la incipiente industria metalúrgica relacionada con los astilleros de la Armada.
Diego de Gardoqui fue el cuarto de los ocho hijos de José de Gardoqui y su esposa Simona, su hermano menor, Francisco, llegaría a Cardenal. Tras cursar sus estudios en Bilbao, su padre lo envió a Londres para que aprendiera el idioma inglés y las prácticas comerciales. Al cabo de siete años, regresó y se incorporó a la empresa familiar, Joseph de Gardoqui e hixos, dedicada a la banca, comercio internacional, y propietaria de una gran flota de navíos mercantes.
A los 28 años alcanzó la categoría de prior segundo del Consulado de Bilbao, dedicándose al comercio con Inglaterra y Massachusetts, sin que su actividad se viera interrumpida por la muerte de su padre en 1765, quedando el negocio bajo administración de su madre. En 1776 casó con la hija de un importante comerciante vitoriano, Brígida Josefa de Orueta y Uriarte, de quien tendría tres hijos: José de Gardoqui y Orueta, casado con la hija del Conde de O'Reylly; Josefa Joaquina, casada con Francisco Viudes Maltés de Vera, I marqués de Río Florido, y María Simona, casada con su primo Cesáreo de Gardoqui y Orueta, Regidor Perpetuo de la ciudad de Valladolid.
En 1777 fue elegido, continuando con la tradición  familiar, regidor capitular del ayuntamiento bilbaíno, encargándosele las cuentas. Ese puesto, como el de sus familiares, unos en cargos eclesiásticos, otros en Cádiz, Valladolid y varios puestos claves le permitirán estar vinculado a la red secreta de ayuda que mantuvo su familiar Luis de Unzaga y Amézaga que llevaba ya un tiempo ayudando a los colonos norteamericanos en su anhelo de lograr el nacimiento de los Estados Unidos.

### La Revolución Americana

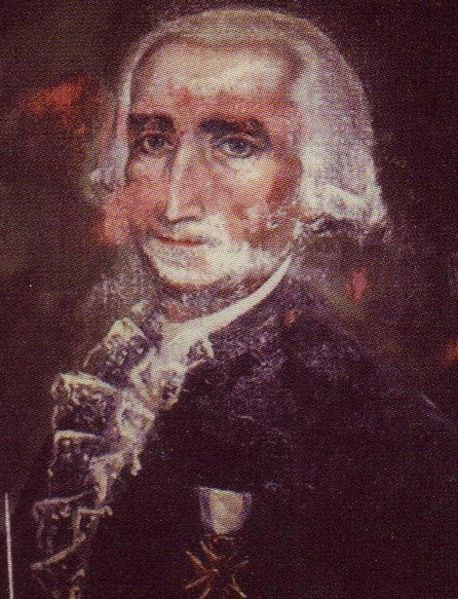
Retrato de Diego de Gardoqui en la colección del Palacio de los Gobernadores, Nuevo México.

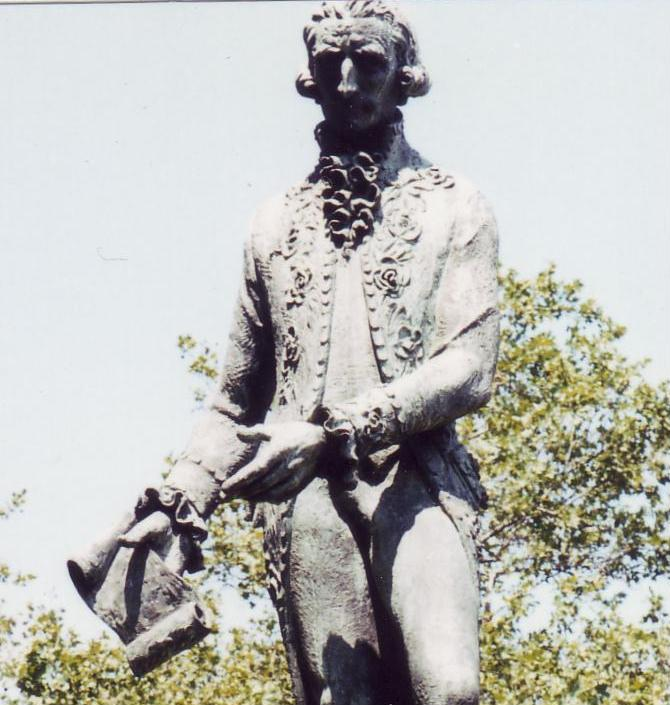
Estatua de Diego Gardoqui en Filadelfia por Luis Antonio Sanguino.

Debido a su dominio del inglés, prestigio profesional y contactos internacionales, el gabinete Floridablanca le encargó obrar de intermediario extraoficial entre España y los recién nacidos Estados Unidos de América, a los que la Corona española no quería reconocer, dados sus propios problemas con recientes sublevaciones secesionistas en Sudamérica como la de Túpac Amaru. España declinó una alianza inmediata contra Gran Bretaña, pero ya desde 1775 el familiar de Gardoqui Luis de Unzaga y Amézaga ayudaba por el Misisipi en secreto a los rebeldes, actuando paralelamente desde la metrópoli Gardoqui, como intermediario y reuniéndose en varias ocasiones con John Jay.
A través de la casa Joseph de Gardoqui e hixos se enviaron 300 fusiles y bayonetas, 946.942 reales y 103.000 pesos.
Tras la firma de la Paz de París Gardoqui fue enviado como cónsul y agente general a Londres. Ese año se nombra a Bernardo del Campo embajador para el Reino Unido y al año siguiente, el 2 de octubre de 1784, Gardoqui es designado encargado de negocios en los Estados Unidos.

### Embajador en los Estados Unidos
Llegó a Filadelfia en la primavera de 1785, y de allí se trasladó a Nueva York, donde se reunía el Congreso, instalándose en una lujosa mansión de Broadway, cercana a la vivienda que ocupaba George Washington.
En 1785 impulsó la construcción de la iglesia San Pedro en Nueva York, la primera católica de Estados Unidos, situada en la calle Barclay, cerca de la zona de las Torres Gemelas. La bendición de esta iglesia fue el 20 de junio de 1786, acto al que acudió Gardoqui y el propio George Washington. 
El 30 de abril de 1789 Diego de Gardoqui participa en Nueva York, entonces capital del país, en la toma de posesión de Washington como primer Presidente de los Estados Unidos, desfilando tras John Jay. Una estatua de Don Diego de Gardoqui erigida en el Benjamin Franklin Park de Filadelfia perpetúa la memoria de este singular bilbaíno.
En 1797 fue nombrado Embajador en Turín Reino de Cerdeña, donde se entrevistó con Napoleón Bonaparte. Allí murió el 12 de noviembre de 1798.